# Fritz Paul Zimmer

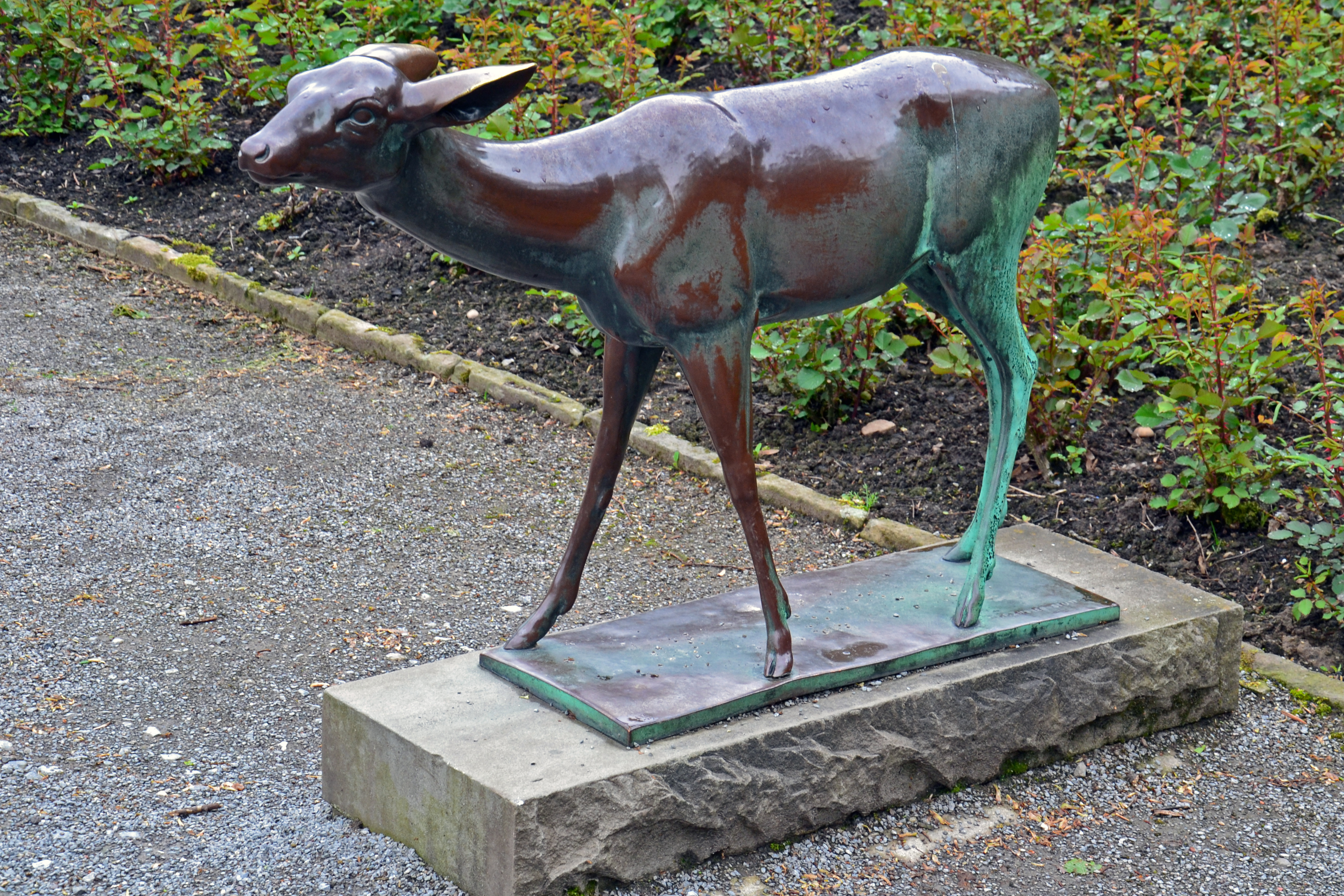
Reh im Grugapark, Essen

Fritz Paul Zimmer (* 1895 in Deutschland; † 24. März 1975 in Atlanta, Georgia) war ein deutsch-amerikanischer Bildhauer, Architekt und Designer.

## Leben
Fritz Paul Zimmer wurde 1895 in Deutschland geboren und studierte an der Kunstakademie Stuttgart und war dort Assistenzlehrer für Zeichnung und Bildhauerei und gewann eine Gold-Medaille. Später besuchte er die württembergische staatliche Kunstgewerbeschule sowie die Münchener Kunstakademie.
In Folge war er an der Staatsoper in Stuttgart, wo er als Atelierassistent, Regisseur, Kostümbildner und Bühnenbildner arbeitete und lehrte im Anschluss auf der „Urania Commercial Art School“ in Zürich. In Rom, Florenz und Ravenna studierte er Architektur.
Gemeinsam mit seiner Frau Hermine, geborene Leibel, ging er 1925 in die USA, wo er 1930 bis 1934 als Professor für bildende und angewandte Kunst an der Oglethorpe University in Atlanta, Georgia, lehrte. 1932 wurde er amerikanischer Staatsbürger.
In den Jahren in Amerika arbeitete er auch als Innenarchitekt und entwarf viele Innenräume für Kunden in Buckhead. Er entwarf auch für das „Paterson Funeral Home“ (Bestattungsinstitut) und stattete zahlreiche Kirchen und öffentliche Gebäude in ganz Georgia aus.

## Werke
- Zeppelinstein in Echterdingen, Bronzerelief Graf Zeppelin (in Erinnerung an die Landung am 5. August 1908)
- Angreifender Stier
- Tänzerin, Bronze 43 cm[3]
- Reliefs und Büsten von Soldaten aus dem Ersten Weltkrieg
- Reh, Bronze, 1926, aufgestellt im Grugapark sowie ein weiterer Abguss im „Atlanta Botanical Garden“ als Leihgabe des High Museum of Art[4]
- Kleines äsendes Reh, Bronze, mehrfach in div. Auktionshäusern nachweisbar und teilweise mit F.P. Zimmer bzw. Bernhard Butzke signiert[5]
- Das letzte Abendmahl auf dem „Westview Cemetery“ in Atlanta[6]